# Poliana Barbosa Medeiros
Poliana Barbosa Medeiros (sinh ngày 6 tháng 2 năm 1991), được gọi là Poliana, là một hậu vệ bóng đá người Brazil chơi cho câu lạc bộ Hoa Kỳ Orlando Pride và đội tuyển bóng đá nữ quốc gia Brazil.

## Sự nghiệp cấp câu lạc bộ
Poliana ký hợp đồng với Santos vào năm 2009, sau một thời gian được kiểm thử thành công. Sau khi chuyển sang São José, Poliana thắng Copa Libertadores Femenina trong ba lần; trong năm 2011, 2013 và 2014. Cô đã ghi hai bàn thắng trong trận chung kết năm 2014.
Vào tháng 12 năm 2014, Poliana chơi cho São José trong Giải vô địch Câu lạc bộ Bóng đá nữ Quốc tế năm 2014, giải đấy mà họ đã thắng câu lạc bộ Anh - Arsenal Ladies với tỉ số cách biệt 2–0 trong trận chung kết. Cuối tháng đó, cô đồng ý chuyển sang Hoa Kỳ, trở thành thành viên đội Houston Dash (Houston).
Trước khi Poliana có thể chơi cho Houston, cô được đưa vào chương trình tập huấn 18 tháng nhằm chuẩn bị đội tuyển quốc gia của Brazil tham gia Giải vô địch bóng đá nữ thế giới 2015 được tổ chức tại Canada và Thế vận hội Mùa hè 2016.
Vào tháng 7 năm 2015, Poliana đồng ý chơi cho câu lạc bộ Iceland Úrvalsdeild Stjarnan trong vòng loại Giải Bóng đá Nữ Vô địch Câu lạc bộ châu Âu vào tháng sau đó.
Vào ngày 6 tháng 2 năm 2018, Poliana được Dash bán cho đội bóng Orlando Pride, đóng vai trò là một lựa chọn thứ hai trong giải đấu NWSL College Draft năm 2019.

## Sự nghiệp quốc tế
Sau khi đại diện cho Brazil tham gia lần tổ chức Giải vô địch bóng đá nữ U-20 thế giới 2010, Poliana ra mắt chính thức tại Torneio Internacional Cidade de São Paulo de Futebol Feminino năm 2012.